# Roberto Cherro
Roberto Eugenio "Cherro" Cerro (23. februar 1907 – 11. oktober 1965) var en argentinsk fodboldspiller (angriber).
Han var en del af det argentinske landshold, der vandt sølv ved både OL i 1928 og ved VM i 1930. Begge gange med finalenederlag til Uruguay. I 1929 hjalp han landet til sejr i Copa América.
Cherro spillede på klubplan primært hos Boca Juniors. Her var han med til at vinde fem argentinske mesterskaber.

## Titler
Primera División de Argentina
- 1926, 1930, 1931, 1934 og 1935 med Boca Juniors

Sydamerika-Mesterskabet (Copa América)
- 1929 med Argentina